# Knoblauchpresse

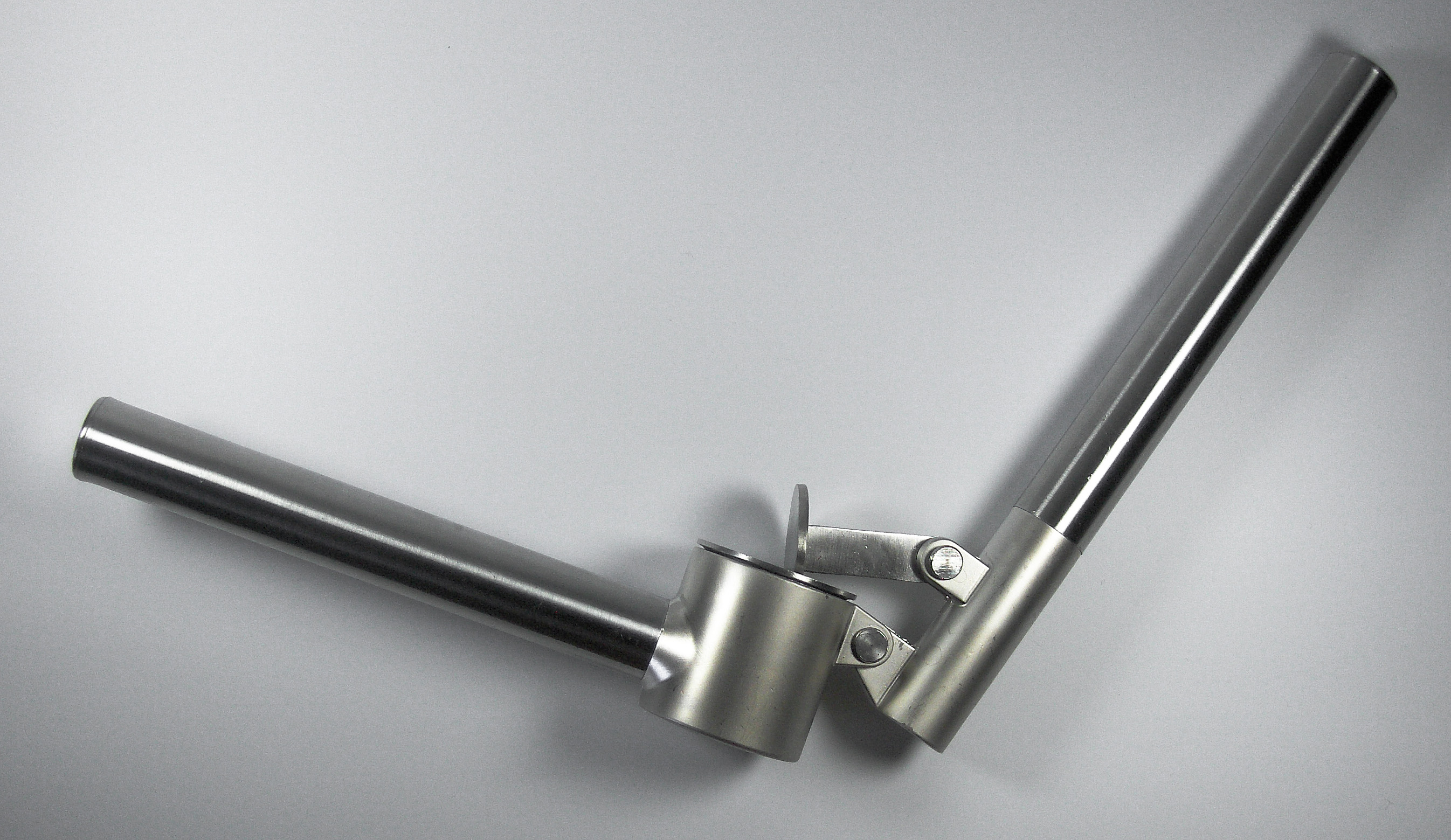
Knoblauchpresse

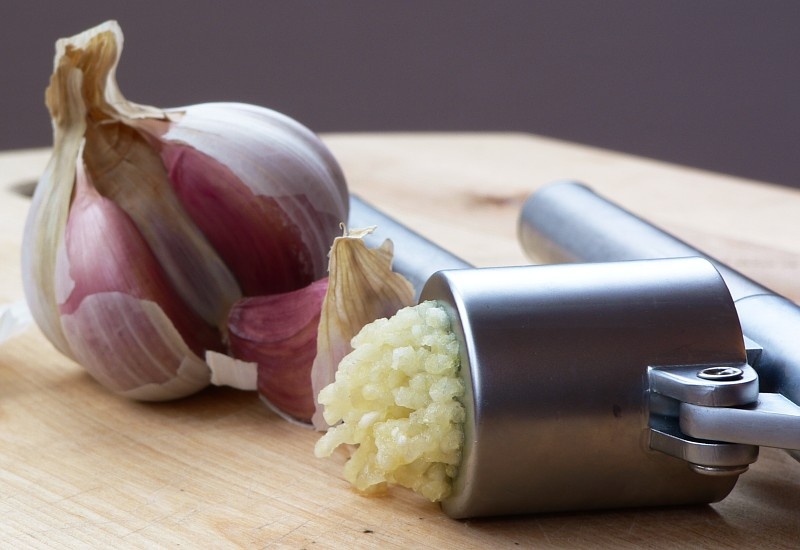
Knoblauchpresse in Benutzung

Die Knoblauchpresse ist ein Küchengerät zum Durchpressen von Knoblauchzehen.

## Funktion
Eine Knoblauchpresse besteht meist aus einem Kolben und einem Zylinder mit perforiertem Boden, die über ein zangenähnliches Hebelwerk betätigt werden. Die Zehe wird in den Zylinder gelegt, mit dem oberen Hebel wird der Kolben in den Zylinder gedrückt, wodurch die Zehe durch die kleinen Löcher im Zylinderboden getrieben wird. Erfunden wurde die Knoblauchpresse in den 1950er Jahren von Karl Zysset, dem Inhaber der Firma Zyliss.
Es gibt inzwischen viele verschiedene Varianten von Knoblauchpressen. Auch sind Pressen erhältlich, bei denen man die einzelnen Zehen ungeschält verwenden kann.
Einige Knoblauchpressen bringen ein Reinigungsinstrument mit, das durch einmaliges Aufsetzen das gesamte Gitter von Rückständen befreit und damit die Reinigung erleichtert.
Eine Kombination aus Knoblauchpresse und -schneider wurde 1998 patentiert.

## Für und Wider
Unbeschadet der Tatsache, dass auch Berufsköche gerne zur Knoblauchpresse greifen, wird ihre Verwendung vielfach abgelehnt, weil die Presse die Zellen der Zehe zerquetscht. So kommt es zu einer Oxidation der Aroma- und Geschmackstoffe des Knoblauchs, was zu bitterem Geschmack führe. Verfechter dieser These greifen daher lieber zu einem scharfen Messer, einer Rasierklinge oder einem speziellen Hobel, wie z. B. dem Trüffelhobel, um die Knoblauchzehe zu zerkleinern.
Laut einer argentinischen Studie soll Knoblauch jedoch möglichst frisch gepresst oder sonst wie gequetscht verwendet werden, denn zerdrückt sei Knoblauch am gesündesten. Mit Hilfe von Kochversuchen wurde das von argentinischen Wissenschaftlern nachgewiesen. Sie entdeckten, dass erst durch das Quetschen der Zehen das Enzym Alliinase freigesetzt wird. Dieses bildet den gesundheitsfördernden Wirkstoff des Knoblauchs, das Allicin. Das Enzym sorgt weiterhin dafür, dass der Wirkstoff die Hitze beim Kochen und Backen länger übersteht. Allicin verhindere möglicherweise das Ablagern von Blutfetten in den Adern und beuge so Arterienverkalkung und anderen Herz-Kreislauf-Erkrankungen vor. Zudem wirkt die Verbindung, die auch für den typischen Knoblauchgeruch verantwortlich ist, antibakteriell.